# Губань слизький
Губань слизький (Halichoeres bivittatus) — вид риб із роду губаневих, який водиться у мілководних тропічних водах західного Атлантичного океану.

## Опис
Губань слизький — це невелика риба, яка може досягати максимальної довжини 35 см. Вона має тонке витягнуте тіло із ротом-рострумом. 
Забарвлення риби має три фази протягом життя:
1. Початкова фаза — це коли неповнолітня риба стає самкою. Фонове забарвлення тіла переважно білуватого з рожевим відтінком, а з боків дві темні поздовжні смуги. Медіана зазвичай чорна, що проходить від морди і через око до основи хвоста. Друга — більш бліда бічна смуга дещо нижче. У верхній смузі є двоколірна (зелена і жовта, перетворюючись пізніше на чорну) пляма, розташована на краю зябер (це є у всіх фазах). Проміжні типи сильно різняться, від відтінків світло-фіолетового до темно-коричневого. Неповнолітні зазвичай білі і мають дві темні смуги, але нижня (черевна) смуга може бути заледве видною.
2. Фаза юнацтва. Тіло зазвичай білувате, все ще з двома поздовжніми смугами і плямою до грудного плавника, як у початковій фазі.
3. Кінцева фаза — це коли риба стає самцем, і забарвлення тіла перетворюється в зелене з двома поздовжніми темними смугами. Голова і хвіст вкриті рожевими лініями; губань має невелику чорну крапку біля грудного плавника.

## Поширення та середовище існування
Губань слизький широко поширений у тропічних і субтропічних водах західного Атлантичного океану. Його можна знайти від Північної Кароліни (США) та Бермудських островів до Бразилії, включаючи Мексиканську затоку та частину Карибського моря. Губань, як правило, живе біля рифів на глибинах від 1 до 15 м, але не дуже часто в морській траві. 

## Біологія
Цей вид харчується донними безхребетними, включаючи крабів, дрібних риб, морських їжаків та офіурів, поліхетів (багатощетинкових червів) та черевоногих.
Це протогінічний гермафродит (спочатку дозрівають жіночі, а потім чоловічі органи). Ці риби скупчуються (утворюють токи) під час розмноження. У Північній Кароліні самці захищають тимчасові території, де найбільший нерест відбувається у травні та червні. Парний нерест, як правило, відбувається між самками та самцями термінальної фази. 

## Статус та загрози
Цей вид широко розповсюджений на всій його території у Карибському басейні та Флориді. У північно-східній Бразилії він рідкісний. Немає великих загроз для цього виду, і тенденції популяції невідомі. Міжнародний союз охорони природи заніс цей вид до категорії найменшого занепокоєння (LC). 